# 布鲁斯 (南达科他州)
布鲁斯（英語：Bruce）是美国南达科他州下属的一座城市。根据2010年美国人口普查，该市有人口206人。论人口在本州排行第180。